# Arteria callosomarginal
La arteria callosomarginal es una arteria que se origina en la porción postcomunicante de la arteria cerebral anterior.

## Ramas en la Terminología Anatómica
El árbol arterial para la arteria callosomarginal en la Terminología Anatómica es el siguiente:
A12.2.07.038 Rama frontal anteromedial de la arteria callosomarginal (ramus frontalis anteromedialis arteriae callosomarginalis).
A12.2.07.039 Rama frontal intermediomedial de la arteria callosomarginal (ramus frontalis intermediomedialis arteriae callosomarginalis).
A12.2.07.040 Rama frontal posteromedial de la arteria callosomarginal (ramus frontalis posteromedialis arteriae callosomarginalis).
A12.2.07.041 Rama cingular de la arteria callosomarginal (ramus cingularis arteriae callosomarginalis).
A12.2.07.042 Ramas paracentrales de la arteria callosomarginal (rami paracentrales arteriae callosomarginalis).

## Distribución
Distribuye la sangre hacia la superficie medial y superolateral del hemisferio cerebral.